# Vysoký Újezd u Berouna

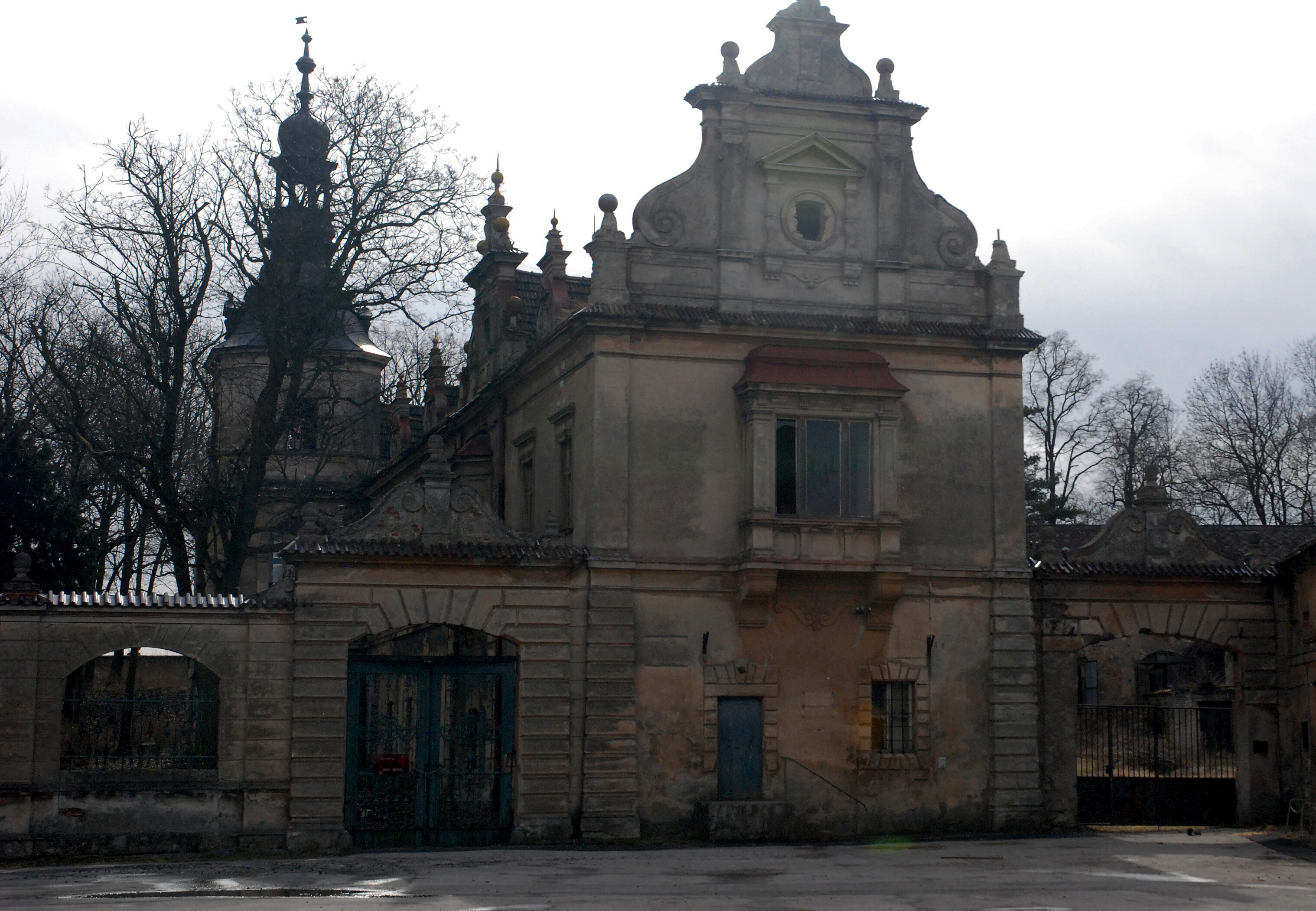
Schloss Vysoký Újezd

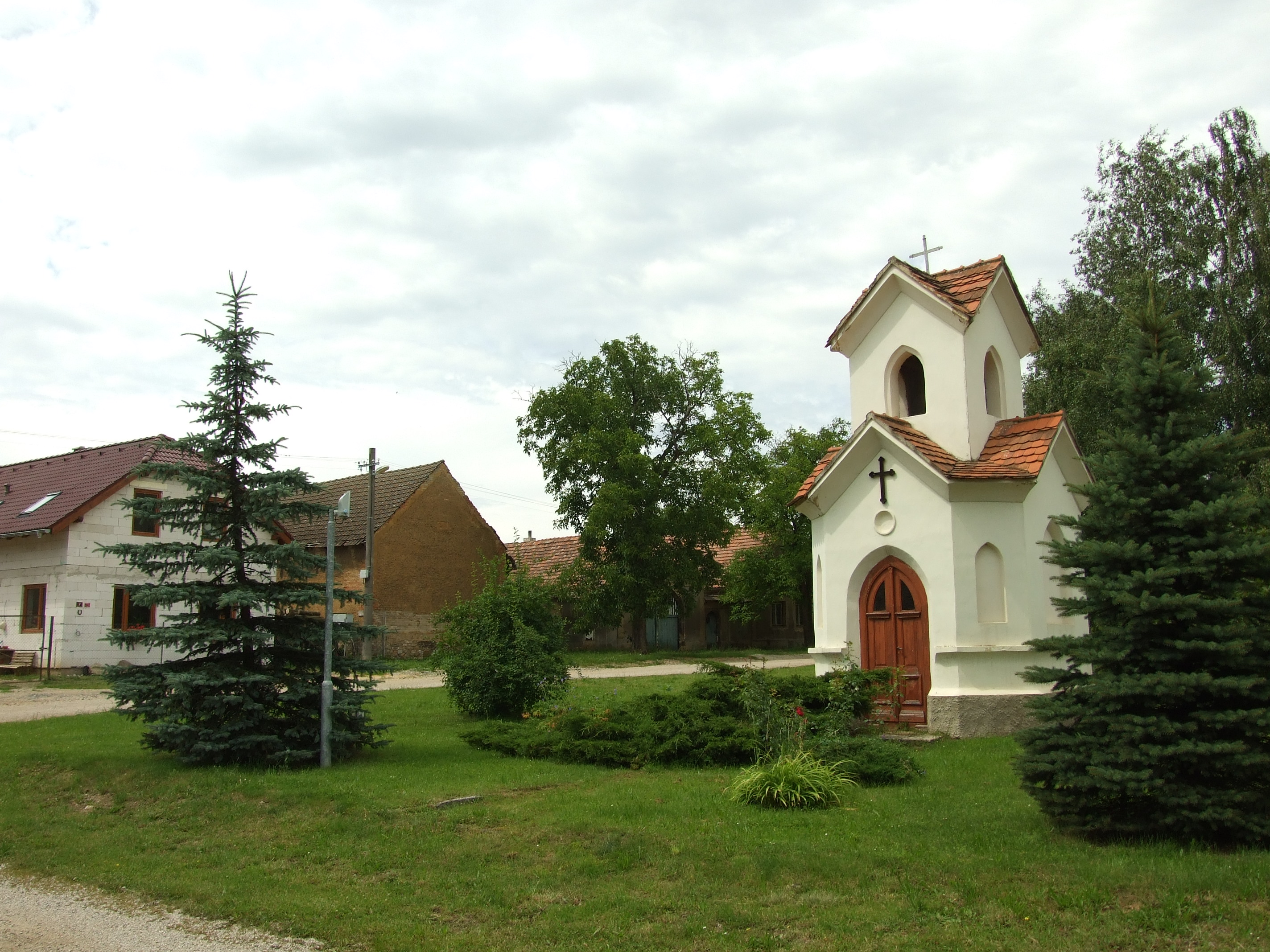
Dorfplatz und Kapelle in Vysoký Újezd

Vysoký Újezd (deutsch Hochaugezd, auch Hochaujest) ist eine Gemeinde in Tschechien. Sie liegt 18 Kilometer südwestlich des Stadtzentrums von Prag und gehört zum Okres Beroun.

## Geographie
Vysoký Újezd befindet sich am Rande des Böhmischen Karsts auf einer Anhöhe auf der Třebotovská plošina (Trebotauer Hochfläche). Im Norden erhebt sich die Hačka (425 m n.m.), südlich die Rohlová (408 m n.m.) sowie im Westen der Čížovec (424 m n.m.) und der Kolo (408 m n.m.). Nördlich des Dorfes entspringt der Bach Krahulovský potok, am südlichen Ortsrand der Karlický potok. Östlich von Vysoký Újezd verläuft die Kladno-Nučicer Bahn. Westlich des Dorfes erstreckt sich das Albatross Golf Resort.
Nachbarorte sind V Hlubokém und Mezouň im Norden, Tachlovice und Prostřední Mlýn im Nordosten, Chýnice und Choteč im Osten, Kuchař und Roblín im Südosten, Trněný Újezd und Mořina im Süden, Kozolupy, Lužce und Bubovice im Südwesten, Černidla, Janská, Loděnice und Chrustenice im Westen sowie V Hačkách im Nordwesten.

## Geschichte
Das Dorf Vysoký Újezd entstand wahrscheinlich im Zuge des slawischen Landesausbaus durch Umritt und erhielt zur Unterscheidung von gleichnamigen Orten ein Präfix nach seiner geographischen Lage. Im Laufe der Zeit wurde das Dorf als Wysoký Aujezd, Wysoký Aujezdec, Oujezd Wysoký, Oujezdec Wysoký, Hochaugezd bzw. Hochaujest sowie mit dem Necknamen Bačalákov bezeichnet.
Die erste schriftliche Erwähnung des wahrscheinlich mit Vysoký Újezd identischen Gutes Kunrádův erfolgte im Jahre 1310. Sein Besitzer war wahrscheinlich Konrad, der Sohn des gleichnamigen Kämmerers der Königin Guta von Habsburg, der zu dieser Zeit bei der Grenzvermessung der Wälder des Klosters Königsaal als Zeuge in Erscheinung trat. Am 6. November 1324 zeichnete derselbe in einer weiteren Grenzfestlegung der Königsaaler Wälder im Brdy als Conrádus guondam Conradi regine cameraii de Vgesd filius. Im Jahre 1353 wurde das Dorf Vysoký Újezd erstmals erwähnt. In der zweiten Hälfte des 14. Jahrhunderts gehörte das Gut dem Kloster St. Georg auf der Prager Burg. Nachfolgender Besitzer war zwischen 1409 und 1581 mit einer kurzen Unterbrechung während der Hussitenkriege das Kloster Strahov. Dieses verkaufte das Gut 1581 an Jakob Berbek von Kunwald. Berbek überschrieb den Besitz zwei Jahre später seiner Frau Katharina, geborene Kašpárková von Pallatin. Am 2. August 1598 erwarb der kaiserliche Hofpostmeister Heinrich Georg Pichl von Pichlberg auf Chrustenice das Gut Wysoký Aujezd für 7000 Schock Meißnische Groschen, dabei wurde auch erstmals die Feste genannt. Georgs Sohn Rudolf Pichl von Pichlberg veräußerte nach dem Tode seines Vaters im Jahre 1616 das Gut an Johanna Katharina von Skuhrow, die es 1622 an Johann Mencelius von Kolsdorf verkaufte. Nachfolgende Besitzer von Vysoký Újezd waren Daniel Nečanský von Minice, ab 1682 Marie Margarethe Slavatová von Trautson und ab 1693 Franz Joseph Graf Schlik zu Bassano und Weißkirchen, der das Gut für 15.000 Rheinische Gulden erwarb. Letzterer ließ nach 1700 die Feste zu einem Schloss mit Kapelle umbauen. Die Grafen Schlik verkauften den Besitz bis 1763 an Mathias Franz Jonak von Freienwald. Dessen Sohn Franz veräußerte das Allodialgut Hoch-Augezd 1820 an Johann Kratschmer, der es zwei Jahre später an Franz Dostal verkaufte. Im Jahre 1825 erwarb die Besitzerin des Allodialgutes St. Johann unter dem Felsen Walburga von Lackner, geborene Pachmann, das Gut Hoch-Augezd einschließlich des angeschlossenen Lehnhofes Strkow. Sie vereinigte die Allodialgüter St. Johann unter dem Felsen und Hoch-Augezd sowie das Lehngut Strkow oder Rubrin zu einer Grundherrschaft. Später heiratete sie Maximilian Berger, der nach ihrem Tode 1846 die Güter erbte.
Im Jahre 1847 umfasste das im Berauner Kreis gelegene Gut Hoch-Augezd eine Nutzfläche von 532 Joch 195 Quadratklafter, wovon über 103 Joch herrschaftliche Wälder waren. Einzige Erwerbsquelle bildete die Landwirtschaft. Für den einheimischen Bedarf wurde einige kleinere Kalkbrüche und Kalköfen betrieben. Zum Gut gehörte einzig das Dorf Hoch-Augezd bzw. Augezd wysoký, in dessen 47 Häusern mit 479 Personen lebten. Darunter waren sechs Judenhäuser mit 73 Einwohnern, die von zwölf jüdischen Familien bewohnt wurden. Im Ort gab es ein obrigkeitliches Schloss mit Schlosskapelle und Schlossgarten, einen Meierhof mit Schäferei, einen Kontributionsgetreideschüttboden, ein Wirtshaus sowie in einem angemieteten Raum eine Filialschule. Pfarrort war Tachlowitz, der Amtsort war St. Johann unter dem Felsen.
Nach der Aufhebung der Patrimonialherrschaften bildete Vysoký Oujezd / Hoch-Augezd ab 1850 eine Gemeinde im Gerichtsbezirk Beraun. 1868 wurde die Gemeinde dem Bezirk Hořowitz zugeordnet. Im Jahre 1870 kaufte Heliodor Franz Heid das Gut. Am 20. April 1875 erwarb Jakub Krása das Gut für 170.050 Gulden; danach erwarb am 6. Februar 1883 Johann Franz Kreisl, der 45 Jahre Gutsbesitzer in Hoch-Augezd war, das Gut auf Grund eines Vorkaufsrechtes. Er wurde 1909 als Edler von Kreisl in den Adelsstand erhoben. Seit dem Beginn des 20. Jahrhunderts wird der heutige Ortsname Vysoký Újezd verwendet. Im Zuge der Bodenreform wurden 56 ha Land an Bauern verkauft, das Gut behielt 263 ha. nach dem Tode ihres Vaters  erbten 1928 Johannes und Victor Kreisl das Gut, sie verkauften es im darauf folgenden Jahr an Václav und Irma Stome. 1935 teilten die Eheleute Stome das Gut in zwei ideelle Hälften. 1935 veräußerten die Eheleute Stome das Gut an Jaroslav und Wilhelmine Heinitz. Seit 1936 gehört Vysoký Újezd zum Okres Beroun. Im Jahre 1938 erbte Marie Heinitz, ab 1939 verheiratete Šnajdrová das Gut. Im Jahre 1948 wurde die Familie Šnajdr enteignet und das Schloss verstaatlicht; später wurde das Schloss zum Sitz eines Staatsgutes. 1976 wurde das Schloss der Jednotné zemědělské družstvo (JZD) Československo-sovětského přátelství Mořina übertragen, die es als Kantine, Büro und Wohnhaus nutzte. Zugleich war darin auch das Büro der Gemeindeverwaltung untergebracht. 1980 erfolgte die Eingemeindung von Lužce, 1986 kamen noch Kuchař und Kozolupy als Ortsteile hinzu. 1990 wurde das Schloss an die Alteigentümer rückübertragen. Am 24. November 1990 löste sich der Ortsteil Lužce von Vysoký Újezd los und bildete eine eigene Gemeinde. Das Gemeindegebiet ist seitdem in einen nordöstlichen (Vysoký Újezd und Kuchař) und einen südwestlichen Teil (Kozolupy) getrennt, zwischen denen die Gemeinde Lužce liegt.

## Gemeindegliederung
Die Gemeinde Vysoký Újezd besteht aus den Ortsteilen und Katastralbezirken Kozolupy (Kosolup), Kuchař (Kucharsch, 1939–1945 Koch) und Vysoký Újezd (Hochaujest).

## Sehenswürdigkeiten
- Schloss Vysoký Újezd mit Schlosskapelle des hl. Johannes, der eingeschossige Bau entstand zu Beginn des 18. Jahrhunderts für Franz Joseph Graf Schlik anstelle einer alten Feste. 1897 erfolgte ein Umbau im Neorenaissancestil. Seit 1990 befindet sich das baufällige Schloss wieder in Privatbesitz der Familie Šnajdr und ist nicht öffentlich zugänglich.
- Kapelle auf dem Dorfplatz (Tyršova náves)
- Nischenkapelle des hl. Antonius von Padua am Platz U tří habrů am östlichen Hang des Kolo, sie wurde 1892 an einer Quelle erbaut und im Jahre 2008 renoviert
- Haus Nr. 54, ehemalige Synagoge